# André Japy (aviateur)
Pour les articles homonymes, voir André Japy.
Pour les autres membres de la famille, voir Famille Japy.
André Japy, né le 11 juillet 1904 à Beaucourt (Territoire de Belfort) et mort en 1974, est un pionnier français de l'aviation, issu de la dynastie industrielle comtoise des Japy. Il fut détenteur de plusieurs records de longues distances et reçut en 1938, de la Fédération aéronautique internationale, la médaille Louis Blériot pour l'ensemble de ses exploits.

## Biographie
Fils de Andrée Louise Salher et de Fernand Arthur Édouard Japy (1872-1914), tué au début de la Première Guerre mondiale, alors qu'il avait 10 ans, il a, parmi ces ancêtres paternels, Frédéric Japy, le créateur des usines du même nom.
Il fait des études de radiotélégraphiste au sein de l'École Centrale de la TSF.

## Ses exploits

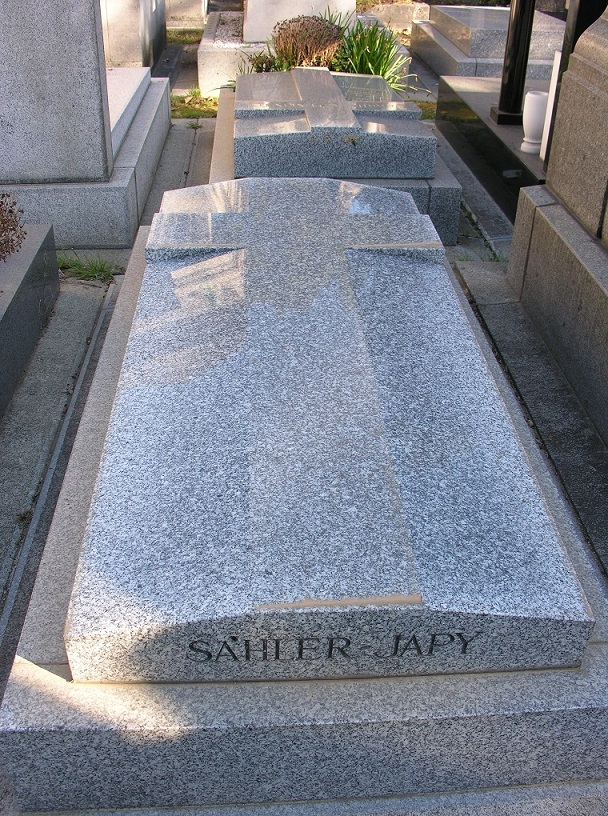
Sépulture au cimetière de Passy.

Le 21 août 1935, il effectue dans la journée le trajet Paris - Oslo et retour (14 h 45 min de vol pour 2 880 km) avec un monoplan Caudron C.600 Aiglon équipé d'un moteur Renault de 100 chevaux.
Le 1er septembre 1935, il effectue dans la journée le trajet Paris - Oran et retour (16 heures et 25 minutes de vol).
Le 22 septembre 1935, il effectue dans la journée le trajet Paris - Tunis et retour.
Le 31 juillet 1936 : il relie Paris et Alger en 5 h 3 min sur un Caudron Simoun. Après une escale de 58 min à Alger, le vol retour est effectué en 5 h 48 min.
Le 6 août 1936, il relie Paris et Moscou en 16 h 5 min avec escales. Deux jours plus tard, le 8 août 1936, il relie Moscou et Paris en 9 h 50 min sans escale.
Le 15 novembre 1936, il relie la France et le Japon en 75 h 15 min sur un parcours de plus de 14 000 km.
Record jamais battu : le 15 novembre 1936, il relie Paris - Hanoï en solitaire en Caudron-Renault à 180 km/h.

## Distinctions
- Prix Henry-Deutsh-de-la-Meurthe 1937 le 26 janvier 1938 pour son raid Istres-Djibouti
- Médaille Louis Blériot en 1938 par la Fédération aéronautique internationale.

## Accident au Japon
En 1936, Japy s'attaque au record de vitesse Paris-Tokyo. Après plus de 12 000 km de vol, son Caudron Simoun immatriculé 7078 est pris dans une tempête et s'écrase sur le mont Sefuri dans la préfecture de Saga. Plus d'une centaine d'habitants du village, aidés par les pompiers, vont alors se porter à son secours et se relayer durant plusieurs heures pour transporter l'aviateur gravement blessé à travers un terrain très difficile d'accès, jusqu'à l'hôpital de l'université Impériale de Fukuoka. En 1991, l'écrivaine Chiaki Gondo, ancienne enseignante et auteure de livres pour enfants, consacre un ouvrage à cet évènement (Vole ! Les ailes rouges) après cinq années d'enquête.

## Tentative de Saint-Exupery de battre le record de Japy sur Paris-Saïgon
Le 29 décembre 1935 à 7 h 1, Saint-Exupéry, accompagné de son mécanicien Prévot, s'envole à bord d'un Caudron-Renault Simoun. Il va tenter de battre le record d'André Japy, qui, quelques jours plus tôt, a relié Paris à Saïgon en 3 jours et 15 h. Dans la nuit du 31 décembre, l'avion s'écrase dans le désert libyen. Commencent alors quatre jours d'errance sans eau ni vivres, avant un sauvetage inespéré. Le manuscrit de l'écrivain racontant l'accident – un épisode qui figure, remanié, dans le chapitre VII de Terre des hommes – a été donné à Sotheby's par la succession Saint-Exupéry et l'association Espace Saint-Exupéry. Estimé entre 200 000 et 300 000 €, ce premier jet de 58 feuillets a été mis aux enchères le 17 juin 2009. Avant cela, en hommage à ce héros des temps modernes, Sotheby's retrace l'histoire du raid de Libye lors d'une exposition gracieusement ouverte au public.

## Mort
Mort en 1974, il est inhumé au cimetière de Passy (8e division).